# Luka (żupania dubrownicko-neretwiańska)
Luka – wieś w Chorwacji, w żupanii dubrownicko-neretwiańskiej, w gminie Ston. W 2011 roku liczyła 153 mieszkańców.